# Waldemar Sukale
Waldemar Sukale (* 14. September 1929 in Roßlau; † 13. Juli 2014 in Berlin) war ein deutscher FDGB-Funktionär und SED-Funktionär. Er war Vorsitzender des Bezirksvorstandes Berlin des FDGB.

## Leben
Der Sohn einer Arbeiterfamilie besuchte die Volks- und Mittelschule. Zum Kriegsende 1945 wurde er zur Wehrmacht eingezogen und geriet kurzzeitig in sowjetische Kriegsgefangenschaft.
Nach seiner Entlassung erlernte er ab 1945 den Beruf des Stellmachers und arbeitete bis 1951 im Beruf und als Transportarbeiter. Er wurde 1949 Mitglied des FDGB und 1954 der SED. Von 1951 bis 1952 war er Mitarbeiter und Funktionär des FDGB-Kreisvorstandes Dessau, 1953 Mitarbeiter des Gewerkschaftskabinetts des FDGB-Bezirksvorstandes Magdeburg. 1954/55 und 1957 bis 1960 absolvierte er ein Direktstudium und ein Fernstudium an der FDGB-Hochschule Bernau. Von 1956 bis 1958 arbeitete er als Leiter des Gewerkschaftskabinetts des FDGB-Bezirksvorstandes Cottbus, von 1958 bis 1966 als Sekretär bzw. stellvertretender Vorsitzender des FDGB-Bezirksvorstandes Cottbus und von 1966 bis 1968 als Vorsitzender des FDGB-Bezirksvorstandes Berlin. Gleichzeitig war er Mitglied der SED-Bezirksleitung Berlin und ihres Sekretariats. Später wirkte er als Leiter der Spezialschule für Arbeit und Löhne beim FDGB-Bundesvorstand.